# مصطفى فهمي جرسيكر
يُعتبر مصطفى فهمي أفندي المعروف باسم مصطفى فهمي جرچـيكار، بعد قانون اللقب، رجل سياسي وديني قد شغل منصب نائب أمور الشريعة والأوقاف(الشؤون الدينية والأوقاف) في مجلس نواب التنفيذي الأول، ومجلس نواب التنفيذي الثاني ومجلس النواب التنفيذي الثالث المُكلَّف بالتنفيذ مع تأسيس الجمعية الوطنية التركية الكبرى. وكان نائبًا عن بورصة في المجلس الوطني الكبير في الفترة الأولى، والثانية، والثالثة، والرابعة، والخامسة، والسادسة، والسابعة والفترة الثامنة، طوال 30عامًا من 1920 حتى وفاته عام 1950.
خضع لأعمال تنفيذية في المجلس التنفيذي الخامس وفي أول حكومة (أول حكومة لجمهورية تركيا) تشكلت فور إعلان الجمهورية، ذلك على مستوى الشؤون الدينية حتى إعلان الجمهورية من تأسيس المجلس الوطني الكبير.وجاء في بروتوكول النائب مباشرة بعد رئيس المجلس (مصطفى كمال باشا في مجلس النواب التنفيذي الأول).
ولد عام 1868 في كارا جابي. والده محمد أمين ابن سعيد احمد القرمانلي. عُرف باسم بلبل أفندي بسبب صوته الجميل. وكانت والدته فاطمة ابنة نظام محمد من أشراف كاراكابي. تزوج والديه عام 1839. أنهى مصطفى فهمي من الرشدية عام 1887، التحق بمدرسة مصطفى شليبي في كوسكا (لاليلي) في اسطنبول ودرس هناك حتى إجازته. في عام 1900حصل على شهادة الإجازة حاجي علي زين العابدين الألوساني من معلمي مسجد الفاتح وفي العام نفسه عاد إلى Mihaliç.
يقوم أهالي Mihaliç بتسليم أطفالهم إليه من خلال إنشاء مدرسة على قطعة أرض اشتروها من أجل مصطفى فهمي خوجة. أسس مصطفى فهمي جمعية الاتحاد والترقي في كارا جابي بالدستورية الثانية وبمحاولات دعم من طاهر بك من مدينة بورصة.
عُين مفتي كارا جبي في 5 يوليو 1910. من ناحية أخرى، هو إمام مسجد مراد هودافينديجار (مسجد كارا جابي الكبير). ومع ذلك، لم يشغل هذه المناصب لفترة طويلة. مع ظهور جمعية الحرية والائتلاف أصبحت دار المشيخة تحت تأثير فعاليات هذه الجمعية، وتم عزل مصطفى فهمي من رئاسة الافتاء والأوقاف عام 1919 كونه واحد من الاتحاديين.
في الأيام التي بعث فيها الجيش اليوناني قوات إلى إزمير، أسس سكان كاراجابي جمعية الدفاع عن الحقوق وعين مصطفى فهمي هوجا رئيسًا للجمعية ود. أحضر أحمد حافظ يازجان طبيبًا محليًا. خلال هذه الفترة، جاءت برقية من رئيس الوفد مصطفى كمال باشا إلى لجنة التمثيل التي جاءت إلى أنقرة بعد مؤتمر أرضروم وسيواس، أنه يطلب خمسة نواب من بورصة لتشكيل المجلس الوطني الكبير في أنقرة. تخصص برلمان واحد لكاراجابي. أختار أعضاء الجمعية الذين تجمعوا في قاعة المدينة في 3 أبريل 1920 مصطفى فهمي بك نائباً وارسل إلى أنقرة في اليوم التالي.
بعد أداء صلاة الجماعة في جامع حاجي بيرام 23 أبريل 1920، كان على رأس النواب الذين أتوا من أماكن مختلفة مصطفى فهمي، والذين أدوا صلاة أفتتاحية مجلس الوطني الكبير. 4 مايو 1920 قُبلت قائمة مجلس الوزراء التنفيذي الذي أعدها مصطفى كمال باشا من قبل المجلس الوطني الكبير. في هذه القائمة يشغل مصطفى فهمي بك منصب نائب الأمور الشرعية والأوقاف في البرلمان التركي. يستمر في هذا المنصب حتى 27 أبريل 1922 وخلال فترة مجلس الوزراء التنفيذي الثالث يترك مكانه لعبد الله عزمي تورون ويستمر فيه من 1922حتى 1950.
كان لديه 8 أطفال. شغل محمد توفيق جرچـيكر أحد أبنائه مناصب عديدة مثل رئاسة مجلس الدولة في الستنيات وعضوية المحكمة الدستورية ورئاسة الشؤون الدينية.
توفي في 15 سبتمبر 1950. مصطفى فهمي بك، وهو خبير في الشريعة الإسلامية، وخاصة في الفقه والتفسير والكلام، له كتاب شاعري Hilye-i Fahr-i Alem
1994.

## قائمة المراجع
- رئاسة وزراء جمهورية تركيا
- محافظة مقاطعة كاراكابي